# Hrabstwo Oklahoma

Piramida wieku mieszkańców hrabstwa Oklahoma

Oklahoma – hrabstwo położone w centralnej części stanu Oklahoma w USA. Założone 1890 roku. Populacja liczy 718 633 mieszkańców (stan według spisu z 2010 roku).
Powierzchnia hrabstwa to 1860 km² (w tym 24 km² stanowią wody). Gęstość zaludnienia wynosi 391 osoby/km².
Nazwa hrabstwa pochodzi od słów w języku Czoktawów okla i humma znaczących ludzie czerwoni.

## Miasta
- Oklahoma City
- Edmond
- Midwest City
- Del City
- Bethany
- Choctaw
- Warr Acres
- The Village
- Harrah
- Spencer
- Nichols Hills
- Jones
- Nicoma Park
- Luther
- Forest Park
- Valley Brook
- Arcadia
- Woodlawn Park
- Lake Aluma
- Smith Village